# Tasmánie
Tasmánie je ostrovní stát Australského společenství. Hlavní ostrov stejného názvu leží ve vzdálenosti 240 kilometrů jižně od australské pevniny, oddělený od ní Bassovým průlivem, přičemž se na souostroví nachází nejjižnější bod celé Austrálie. Stát Tasmánie zahrnuje hlavní ostrov Tasmánii, který je 26. největším ostrovem na světě, a okolních cca 1000 malých ostrovů. Je to nejméně zalidněný stát Austrálie, žije zde přibližně 540 tisíc obyvatel. Hlavním a největším městem státu je Hobart. V jeho aglomeraci zvané Greater Hobart žije zhruba 40 procent všech obyvatel státu. Další větší města jsou Launceston, Devonport a Burnie. Pod správu Tasmánie patří také subantarktický ostrov Macquarie.

## Přírodní bohatství
Tasmánie je významná svým přírodním bohatstvím. Skoro 37 % rozlohy pokrývají přírodní rezervace, národní parky a místa zapsaná na seznamu světového dědictví UNESCO. Vyskytují se zde pastviny, alpské vřesoviště, stálezelené eukalyptové lesy a velké oblasti deštných pralesů. Mnoho druhů je jedinečných pro Tasmánii. Ostrov Tasmánie byl domovem thylacinu, vačnatce, který připomínal divokého psa. V důsledku honu ze strany farmářů byl zde vyhuben. Tasmánský čert se po jeho vyhynutí stal největším masožravým vačnatcem na světě a nyní se vyskytuje pouze v Tasmánii. 

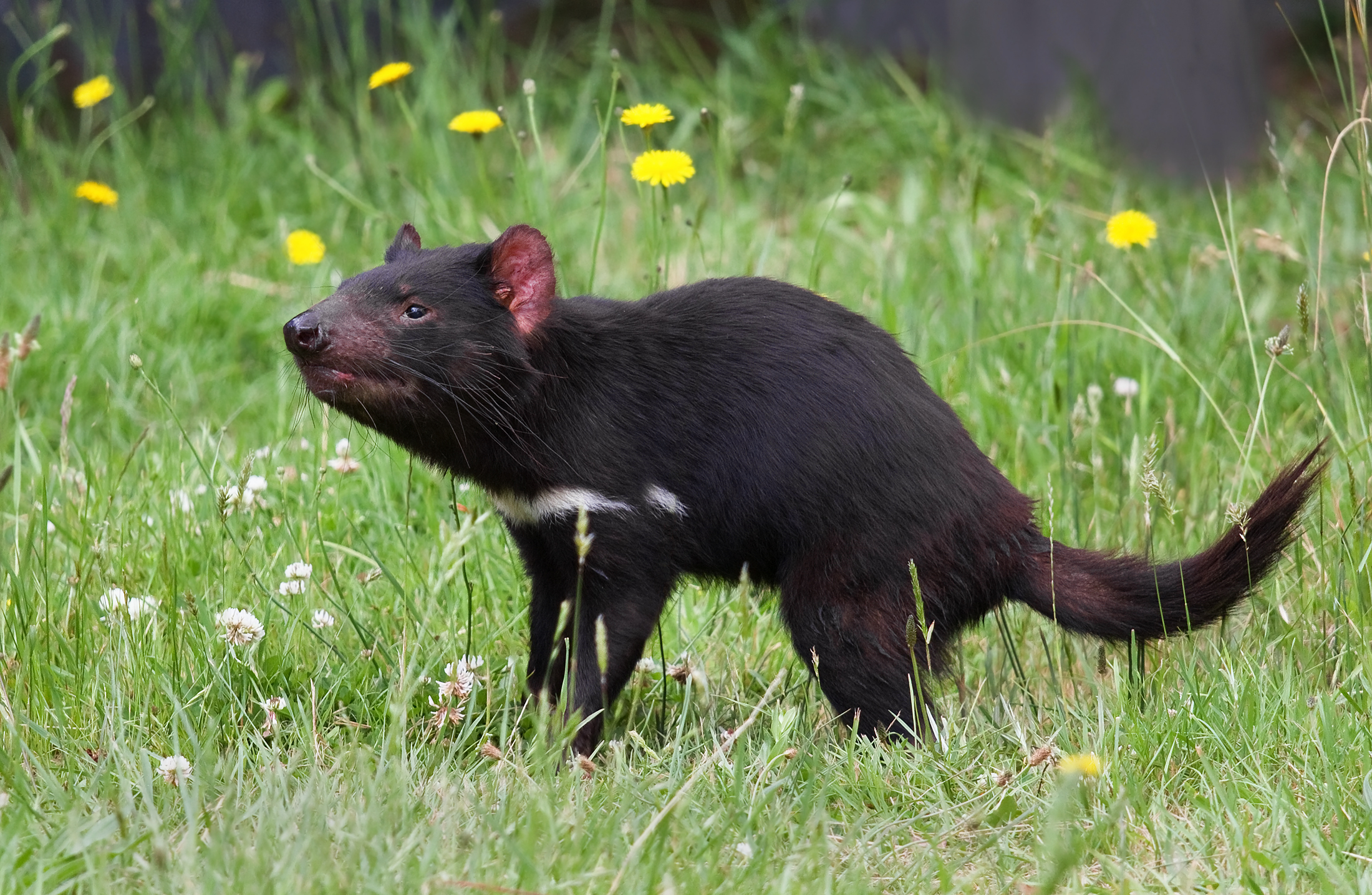
Tasmánský čert

## Hospodářství
Hlavní průmyslová odvětví Tasmánie jsou: hornictví, zemědělství, akvakultura, rybolov, lesnictví a cestovní ruch. Dalším odvětvím je těžba mědi, zinku, cínu, železa a zlata. Produkce potravin zahrnuje chov lososa, hovězího masa, kuřecího masa, vepřového masa, mléčných výrobků a jehněčího masa, stejně jako různé druhy ovoce a zeleniny. Pěstují se jablka, hrušky, jahody, maliny, mrkev a mnoho druhů brambor. Tasmánie je známá svými divokými abalone - mořští plži z čeledi Haliotidae, a raky. Říční raci v místních vodách jsou jedním z největších druhů skalních humrů na světě a na trhu v severním Pacifiku dosahují nejvyšších cen.
V minulosti se v místních zprávách objevovaly kritické komentáře o nadměrné těžbě dřeva v Tasmánii. Zatímco toto odvětví nadále hraje významnou roli v ostrovní ekonomice, páteří ekonomiky se stále více stává cestovní ruch. Turisté, ze zámoří či z pevninské Austrálie, přicházejí do Tasmánie kvůli přírodnímu prostředí ostrova, čistému vzduchu a také kvůli gastronomii.

## Podnebí
Tasmánie má ve srovnání se zbytkem Austrálie relativně chladné mírné klima. Letní období je zde od prosince do února, kdy se průměrná vnitrozemská teplota kolem Launcestonu pohybuje kolem 24 °C a maximální průměrná teplota moře je 21 °C. Jiné vnitrozemské oblasti jsou i chladnější. Podzim je zde od března do května s většinou ustáleným počasím. Zimní období je od června do srpna a je zde největší množství srážek a většina vysoko položených oblastí je pokryta sněhem. Zimní maximální teploty dosahují okolo 12 °C na pobřeží a ve vnitrozemí 3 °C v důsledku studených front z jižního ledového oceánu. Jaro je zde od září do listopadu. I v tomto období je stále běžné sněžení až do října. Jaro je největrnějším obdobím v roce.

## Historie

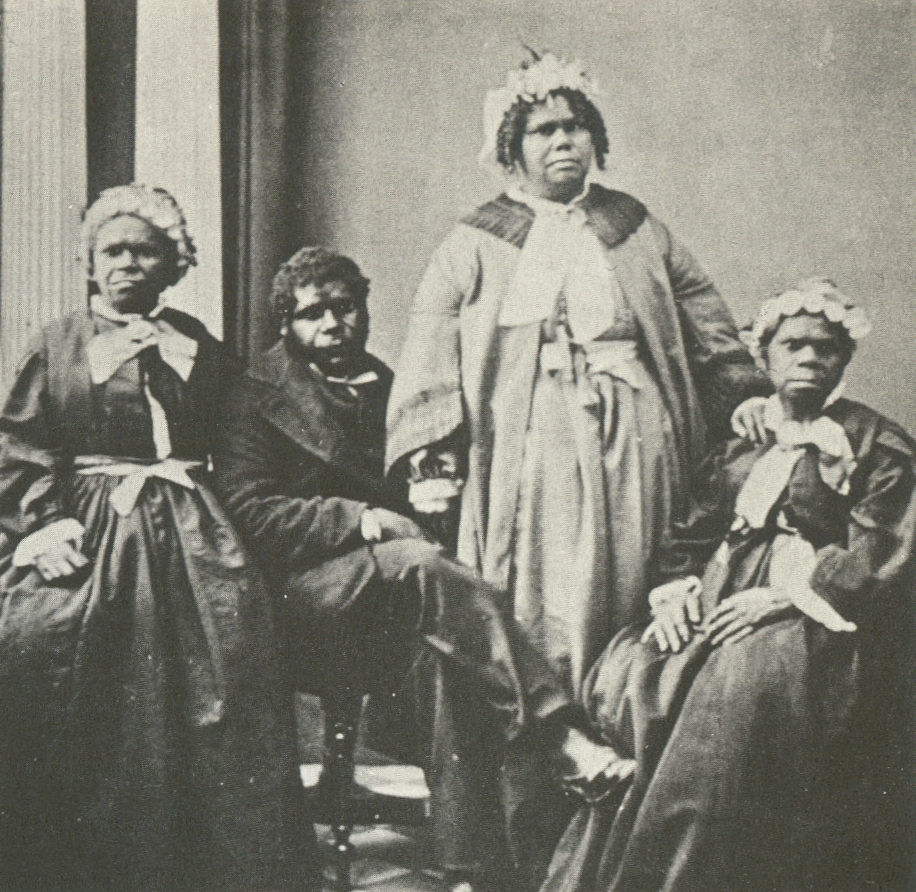
Fotografie posledních čtyř žijících původních obyvatel Tasmánie (80. léta 19. století)

V roce 1642 přistál u tohoto ostrova jako první nizozemský mořeplavec Abel Tasman, který jej sám pojmenoval Van Diemenova země (podle svého sponzora, guvernéra Anthonyho van Diemena). V roce 1803 anglický námořní důstojník (poručík) John Bowen se skupinou asi 20 trestanců a několika málo svobodných mužů a žen založil kolonii na březích řeky Derwent v zátoce Risdon Cove. První trestanecká kolonie začala fungovat v zátoce Macquarie Harbour roku 1821. Následovaly kolonie Maria Island a Port Arthur.
Od roku 1804 až do své smrti roku 1810 byl guvernérem Tasmánie David Collins, původně námořní kapitán. Největší roli v dějinách ostrova sehrál guvernér George Arthur (1824 až 1836), který organizoval bílou domobranu proti původní populaci Tasmánců. Populace tasmánských domorodců byla v 19. století vyhlazena. V té době byla Tasmánie považována za hrůzné místo (tzv. Peklo na zemi). V roce 1855 došlo k přejmenování Van Diemenovy země na Tasmánii (podle jejího prvního evropského objevitele). Od roku 1856 do roku 1901 byla Tasmánie britskou kolonií s vlastní správou. V roce 1901 se kolonie Tasmánie spojila s pěti dalšími australskými koloniemi a vytvořila Australské společenství. Tasmánci hlasovali pro federaci s největší většinou ze všech australských kolonií. Země byla těžce zasažena požáry v roce 1967, při kterých přišlo o život 62 lidí.